# Халкеро
Халкеро или Кьосе Еляз (на гръцки: Χαλκερό, катаревуса: Χαλκερόν, Халкерон, до 1926 година Кьосе Еляз) е село в Гърция, в дем Кавала, област Източна Македония и Тракия.

## География
Селото е разположено на 100 m надморска височина в южните склонове на Урвил (Леканис Ори), на около 8 километра североизточно от демовия център Кавала.

## История

### В Османската империя
В началото на XX век Кьосе Еляз е изцяло турско селище в Кавалска кааза на Османската империя. Съгласно статистиката на Васил Кънчов („Македония. Етнография и статистика“) към 1900 година Кюсе Елиасъ е изцяло турско селище с 360 жители.

### В Гърция
След Междусъюзническата война в 1913 година селото попада в Гърция. В 1923 година жителите на Кьосе Еляз са изселени в Турция по силата на Лозанския договор и на тяхно място са заселени гърци бежанци. В 1926 година името на селото е сменено на Халкерон. В преброяването от 1928 година населението на Халкеро е пресметнато към това на Кунупия (Джари). Според статистиката от 1928 година селото е изцяло бежанско с 30 семейства и 106 жители общо. От 1940 година двете селища са слети под името Халкеро. Българска статистика от 1941 година показва 293 жители.
Населението се изселва към Левки (Чинар). Отглежда градинарски култури и пшеница и се занимава и със скотовъдство.
| Име         | Име           | Ново име  | Ново име   | Описание                                   |
| ----------- | ------------- | --------- | ---------- | ------------------------------------------ |
| Домуз орман | Ντομοὺς Ὀρμὰν | Кастрон   | Κάστρον    | връх в Урвил, СЗ от Халкеро                |
| Кара даг    | Καρὰ Ντάγ     | Мавровуни | Μαυροβούνι | връх в Урвил (595 m), СЗ от Халкеро        |
| Дзари       | Τζαρῆ         | Халкерон  | Χαλκερόν   | местност ЮЗ от Халкеро                     |
| Чакал даг   | Τσακὰλ Ντάγ   | Трикорфон | Τρίκορφον  | възвишение в Урвил, ЮИ от Халкеро          |
| Домуз       | Ντομοὺς       | Ватилакос | Βαθύλακκος | река в Урвил, СЗ от Халкеро                |
| Пъстърма    | Πίστιρμα      | Тимария   | Θυμαριά    | възвишение в Урвил (193,8 m), И от Халкеро |

| Година    | 1913 | 1920 | 1928 | 1940 | 1951 | 1961 | 1971 | 1981 | 1991 | 2001 | 2011 | 2021 |
| --------- | ---- | ---- | ---- | ---- | ---- | ---- | ---- | ---- | ---- | ---- | ---- | ---- |
| Население | 259  | 258  | -    | 187  | 313  | 304  | 265  | 244  | 212  | 190  | 194  | 175  |